# Jordi Gratacós
Jordi Gratacós Gayola (Gerona, 2 de junio de 1974) es un director de fútbol español y técnico cualificado por la UEFA PRO LICENSE. Después de terminar su carrera futbolística a la edad de 34 años, estudió todos los cursos de fútbol de la Federación Española de Fútbol hasta alcanzar la máxima calificación para ser entrenador de Fútbol.

## Carrera
Comenzó su carrera como entrenador en el Girona FC, fue el entrenador principal U16. También colaboró con MICFOOTBALL en el 2008 y participó como especialista de fútbol asiático durante la Copa del Mundo en Sudáfrica 2010. 
Durante estos años también participó en el proyecto Aspire Football Dreams explorando a los jugadores más talentosos de África.
En el 2010 se convirtió en Director Técnico de FCBEscola en campos españoles y luego fue nombrado Director Técnico de FCBEscola en Egipto. Esta fue la primera FCBEscola Internacional.

### FC Dnipropetrovsk Dnipro

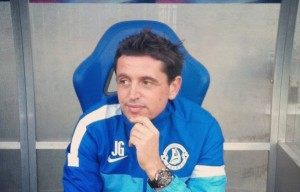
Jordi Gratacós en el banquillo del FC Dnipro.

En el 2012 es nombrado Director de Academia en FC Dnipro. En esta etapa estuvo a cargo de todos los procesos y cambios de fútbol que se realizaron en Ucrania a través de Dnipro. Permaneció en este puesto hasta enero de 2015, y es durante este período que el Club Ucraniano alcanza los mejores resultados en todos los sistemas juveniles.  En ese momento el FC Dnipro es conocido en todo el país como un FC Barcelona de Ucrania porque utilizaban el mismo estilo de juego, controlando el balón y teniendo más posesión.  Los U14, U15, U16 y U17 llegaron a la final de todas las etapas de DUFL en el verano de 2014 así mismo, también fue la primera vez en la historia del club que se llegó a este hito. Como resultado de este éxito, muchos jugadores fueron convocados a los equipos nacionales juveniles y su trabajo tuvo una gran influencia en el sistema juvenil de todos los países.
Hoy en día muchos jugadores que crecieron con este sistema, están alcanzando el fútbol profesional en varios clubes ucranianos y en otros países europeos.
Se sabe que después de terminar su trabajo en 2015, otros clubes como Shaktar Donetsk y Dynamo Kiev se mostraron interesados en firmar con el especialista en fútbol Jordi Gratacós.

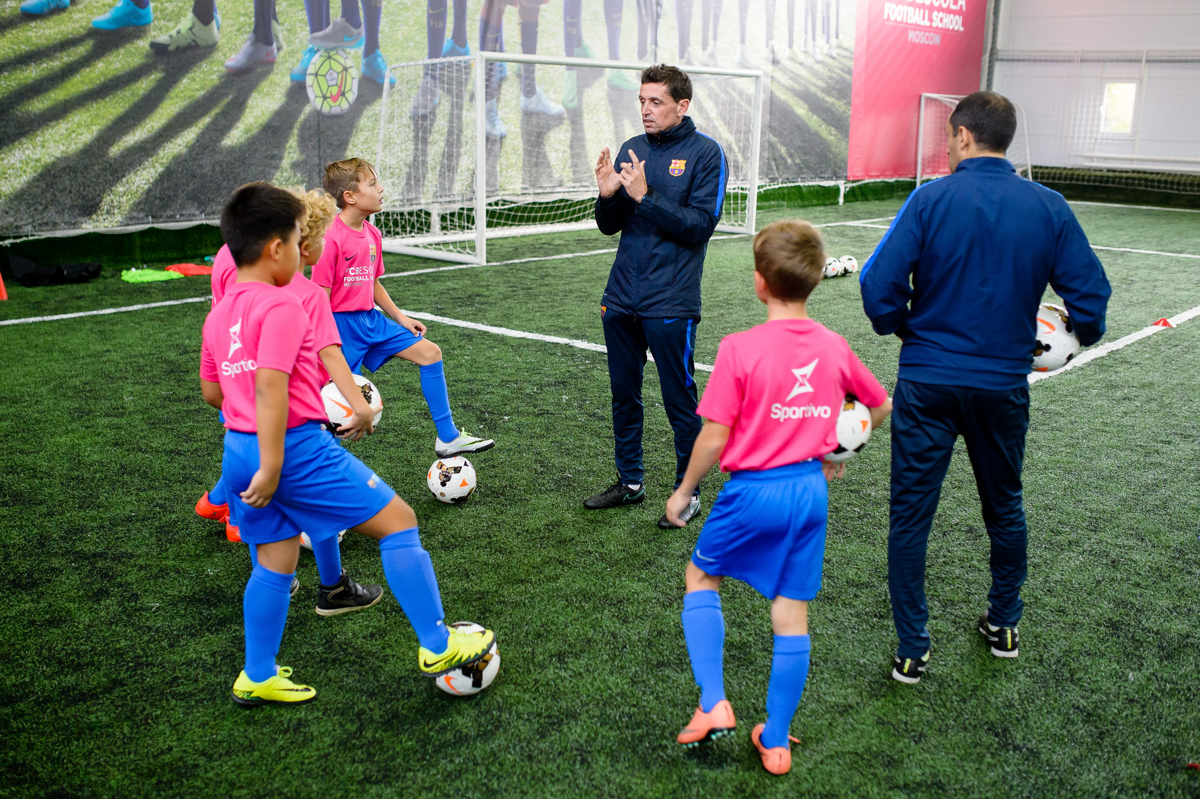
Jordi Gratacós enseñando metodología en un entrenamiento

### Federación de Fútbol de Kazakshtán
En julio de 2015 firmó un contrato con la Federación de Fútbol de Kazajistán por 2 años.
Hasta que en julio de 2016 renunció a este contrato con la Federación de Fútbol para aceptar la oferta del FC Barcelona para ocupar el cargo de Director Técnico de la FCBEscola en Rusia. 

### FC Barcelona
En agosto de 2016 regresó al FC Barcelona y firmó contrato como Director Técnico de FCBEscola en Moscú, Rusia. 
Esta es su situación actual con la que tiene muy buenos resultados.

## Altavoz internacional de Fútbol
Es un conocido speaker en los Seminarios Internacionales de Fútbol.
Participó en el Seminario Internacional de Fútbol en Georgia en el 2013, en Galla della Tattica Roma en 2015, y en otras Master Class internacionales en Italia durante los años 2016, 2017 y 2018.
Durante la Copa del Mundo de Rusia 2018, participó como experto y analista en el Programa Un Nuevo Día de Telemundo. Actualmente aparece como especialista y analista, en la cadena de televisión nacional de Rusia, Match TV.

## Analista de Fútbol en premsa
Aparte de ser un especialista en fútbol también tiene experiencia en los medios, ya que ha participado en programas de radio en Catalunya Radio y programas de televisión internacionales como analista de futbol. De entre todas sus participaciones, cabe destacar participación como analista durante la Confederation Cup 2017 organizada en Rusia para Telemundo.